# Yponomeuta enneacentra
Yponomeuta enneacentra is een vlinder uit de familie van de stippelmotten (Yponomeutidae). De wetenschappelijke naam van de soort werd in 1925 gepubliceerd door Edward Meyrick.